# Jan Pěnkava
Jan Pěnkava (22. června 1880 Libež – 3. května 1949 Kladruby) byl československý politik a meziválečný poslanec Národního shromáždění za Československou stranu lidovou.

## Biografie
Většinu života prožil v Kladrubech u Vlašimi, kde vlastnil statek a hostinec. Od roku 1919 byl členem a funkcionářem ČSL. V letech 1920–1925 působil jako člen okresní správní komise ve Vlašimi a pokladník spořitelního a záložního spolku v Kladrubech. Významně přispěl k rozvoji Kladrub a okolí. Zasloužil se o vybudování silnice Pavlovice-Kladruby-Tehov, sanatoria pro léčbu tuberkulózy kostí ve Vlašimi (1925–1926) a na ně navazujícího nového sanatoria v Kladrubech (1937–1941), které bylo později přeměněno na známé rehabilitační centrum. V letech 1925–1940 byl kronikářem obce Kladruby.
Po parlamentních volbách v roce 1920 získal za Československou stranu lidovou poslanecké křeslo v Národním shromáždění. Mandát získal až dodatečně roku 1922 jako náhradník poté, co zemřel poslanec Milo Záruba. Podle údajů k roku 1922 byl profesí rolníkem a hostinským v Kladrubech u Vlašimi.